# Шевченково (село, Шевченковский район)
Шевченково (укр. Шевченкове) — село,
Нижнебурлукский сельский совет,
Шевченковский район,
Харьковская область, Украина.
Код КОАТУУ — 6325785006. Население по переписи 2001 года составляет 54 (28/26 м/ж) человека.

## Географическое положение
Село Шевченково находится на левом берегу реки Великий Бурлук,
выше по течению на расстоянии в 0,5 км расположено село Ивановка,
ниже по течению на расстоянии в 4 км расположено село Смоловка,
на противоположном берегу — село Шишковка.

## История
- 1920 — дата основания.

## Название
В 1920-х — начале 1930-х годов в области прошла «волна» наименований значительной части населённых пунктов, в «революционные» названия — в честь Октябрьской революции, пролетариата, сов. власти, Кр. армии, социализма, Сов. Украины, деятелей «демократического движения» (Т. Шевченко) и новых праздников (1 мая и других) Это приводило к путанице, так как рядом могли оказаться сёла с одинаковыми новыми названиями — например, Первое, Второе и просто Шевченково.